# Campeonato Central de Rugby 2005
El Torneo Central de Rugby de Primera División de 2006 fue campeonato disputado en la 58.ª temporada de la máxima categoría del rugby de Chile. Comenzó el 30 de abril de 2005 y finalizó el 22 de octubre de dicho año con Old Boys como campeón, club que se adjudicó su décimo séptimo campeonato luego de superar en la final del certamen a Old Mackayans por 31 a 14.
El torneo fue disputado en tres fases en las que participaron un total de 12 clubes. En la primera de ellas, se conformaron dos grupos integrados por 6 clubes, que se enfrentaron en dos rondas con un sistema de todos-contra-todos. Al término de esta, los cuatro primeros de cada grupo pasaron a la denominada Zona Campeonato, mientras que los dos últimos de cada grupo pasaron a disputar la Zona Repechaje junto a los cuatro mejores equipos del Torneo Central de Primera B. Una vez finalizada la Zona Campeonato, se disputó una fase de play-offs, en la que los cuatro primeros clasificados jugaron por la Copa de Oro y los cuatro últimos por la Copa de Plata.

## Fase regular

### Grupo A
| Pos | Equipo               | PJ | G | E | P | TF  | TC  | DIF  | Pts |
| --- | -------------------- | -- | - | - | - | --- | --- | ---- | --- |
| 1   | Universidad Católica | 10 | 9 | 1 | 0 | 353 | 179 | 174  | 28  |
| 2   | Stade Francais       | 10 | 7 | 0 | 3 | 343 | 139 | 204  | 21  |
| 3   | Sporting R.C.        | 10 | 5 | 0 | 5 | 265 | 265 | 0    | 15  |
| 4   | COBS                 | 10 | 4 | 1 | 5 | 190 | 251 | -61  | 12  |
| 5   | Old Reds             | 10 | 2 | 0 | 8 | 157 | 289 | -132 | 6   |
| 6   | Old John's           | 10 | 2 | 0 | 8 | 209 | 393 | -184 | 6   |

### Grupo B
| Pos | Equipo        | PJ | G | E | P  | TF  | TC  | DIF  | Pts |
| --- | ------------- | -- | - | - | -- | --- | --- | ---- | --- |
| 1   | Old Boys      | 10 | 9 | 0 | 1  | 561 | 179 | 382  | 27  |
| 2   | PWCC          | 10 | 8 | 0 | 2  | 380 | 127 | 253  | 24  |
| 3   | Los Troncos   | 10 | 5 | 0 | 5  | 155 | 253 | -98  | 15  |
| 4   | Old Mackayans | 10 | 4 | 0 | 6  | 226 | 217 | 9    | 12  |
| 5   | Alumni SC     | 10 | 4 | 0 | 6  | 187 | 330 | -143 | 11  |
| 6   | Viña R.C.     | 10 | 0 | 0 | 10 | 75  | 472 | -397 | -3  |

 PJ=Partidos jugados; G=Partidos ganados; E=Partidos empatados; P=Partidos perdidos; TF=Tantos a favor; TC=Tantos en contra; DIF=Diferencia; PE=Puntos extra;Pts=Puntos 
|  | Zona Campeonato |
|  | Zona Repechaje  |

## Zona Campeonato
| Pos | Equipo               | PJ | G | E | P | TF  | TC  | DIF  | Pts |
| --- | -------------------- | -- | - | - | - | --- | --- | ---- | --- |
| 1   | Universidad Católica | 7  | 5 | 1 | 1 | 227 | 131 | 96   | 16  |
| 2   | Old Boys             | 7  | 5 | 1 | 1 | 266 | 179 | 87   | 16  |
| 3   | COBS                 | 7  | 5 | 0 | 2 | 203 | 164 | 39   | 15  |
| 4   | Old Mackayans        | 7  | 4 | 2 | 1 | 197 | 203 | -6   | 14  |
| 5   | Stade Francais       | 7  | 4 | 0 | 3 | 174 | 112 | 62   | 12  |
| 6   | PWCC                 | 6  | 1 | 0 | 5 | 153 | 168 | -15  | 3   |
| 7   | Los Troncos          | 6  | 1 | 0 | 5 | 155 | 253 | -98  | 15  |
| 7   | Sporting R.C.        | 7  | 0 | 0 | 7 | 107 | 270 | -163 | -1  |

|  | Copa de Oro   |
|  | Copa de Plata |

## Play-Offs Copa de Plata

### Semifinales

#### Stade Francais  - Sporting
| 2 de octubre de 2005, 15:00 | Stade Francais | 20:18 | Sporting R.C. | Stade Francais, Santiago |  |

| 15 de octubre de 2005, 15:30 | Sporting R.C. | 5:26 | Stade Francais | Sporting Rugby Club, Viña del Mar |  |

#### PWCC - Los Troncos
| 2 de octubre de 2005, 15:00 | PWCC | 36:9 | Los Troncos | Prince of Wales Country Club, Santiago |  |

| 16 de octubre de 2005, 15:00 | Los Troncos | 10:31 | PWCC | Tineo Park, Concepción |  |

### Tercer lugar

#### Sporting - Los Troncos
| 22 de octubre de 2005, 11:00 | Sporting R.C. | 10:51 | Los Troncos | Peñalolén, Santiago |  |

## Play-Offs Copa de Oro

### Semifinales

#### U. Católica  - Old Macks
| 1 de octubre de 2005, 14:30 | Universidad Católica | 20:29 | Old Mackayans | Peñalolén, Santiago |  |

| 15 de octubre de 2005, 16:30 | Old Mackayans | 7:27 | Universidad Católica | Peñalolén, Santiago |  |

#### COBS - Old Boys
| 1 de octubre de 2005, 16:00 | COBS | 20:47 | Old Boys | Peñalolén, Santiago |  |

| 15 de octubre de 2005, 15:00 | Old Boys | 34:33 | COBS | Peñalolén, Santiago |  |

### Tercer lugar

#### Old Macks - Cobs
| 22 de octubre de 2005, 14:30 | Old Mackayans | 31:28 | COBS | Peñalolén, Santiago |  |

### Final

#### Universidad Católica - Old Boys
| 22 de octubre de 2005, 17:00 | Universidad Católica | 14:31 | Old Boys | Peñalolén, Santiago |  |